# Pascal Vasselon
Pascal Vasselon – Francuz, były dyrektor techniczny Toyota F1.

## Życiorys
Pascal Vasselon rozpoczął karierę w przemyśle lotniczym w École Supérieure d’Aéronautique. W 1985 roku dołączył do francuskiego zespołu Formuły 1 – Renault, gdzie pracował nad zawieszeniem. W 1988 roku został szefem Michelin, a od 1991 do 2004 roku był dyrektorem na różnych stanowiskach we francuskiej firmie oponiarskiej. W 2005 roku wstąpił do Toyota Motorsport, gdzie pracował na stanowisku kierownika do spraw badań i rozwoju. W 2006 awansował i stał się głównodowodzącym. W 2009 roku był dyrektorem technicznym zespołu Panasonic Toyota Racing.